# 야마에촌
야먀에촌(일본어: 山江村)은 일본 구마모토현 남부에 있는 구마군의 촌이다.

## 지리
구마모토현 남부의 내륙부에 위치한다. 마을 남쪽은 히토요시 분지의 일부이며 거기에 중심 취락이 있다. 면적의 90%를 차지하는 그 외의 지역은 산지이다.

## 인접한 자치체
- 야쓰시로시
- 히토요시시
- 구마군 구마촌·사가라촌·이쓰키촌

## 역사
- 1889년 4월 1일 - 정촌제 시행과 함께 야마다촌과 마에촌이 합병해 야마에촌이 성립하였다.

## 교통

### 도로
- 규슈 자동차도